# Match.com
Match是Match Group旗下的一家在線約會企業，总部位于美國達拉斯。该公司在達拉斯、西好莱坞、旧金山、東京都、里约热内卢和北京市设有办事处。  1993年，Match.com在舊金山成立。1995年，Match.com網站上線。 1999年，Match.com被出售给IAC。 2012年，Match.com 收购了OkCupid 。 